# 三木忠直
三木 忠直（みき ただなお、1909年〈明治42年〉12月15日 - 2005年〈平成17年〉4月20日）は、日本の海軍軍人、工学者。最終階級は海軍技術少佐。爆撃機「銀河」、特攻機「桜花」特攻機、新幹線の開発者。

## 生涯
1909年12月15日、香川県高松市生まれ。香川県立高松中学校、第六高等学校を経て、1938年、東京帝国大学工学部船舶工学科を卒業。海軍造船官となって海軍造船中尉に任官し、海軍航空技術廠に配属された。

### 「桜花」の設計
アジア・太平洋戦争中に陸上爆撃機「銀河」、特攻兵器「桜花」などの機体設計を担当した。

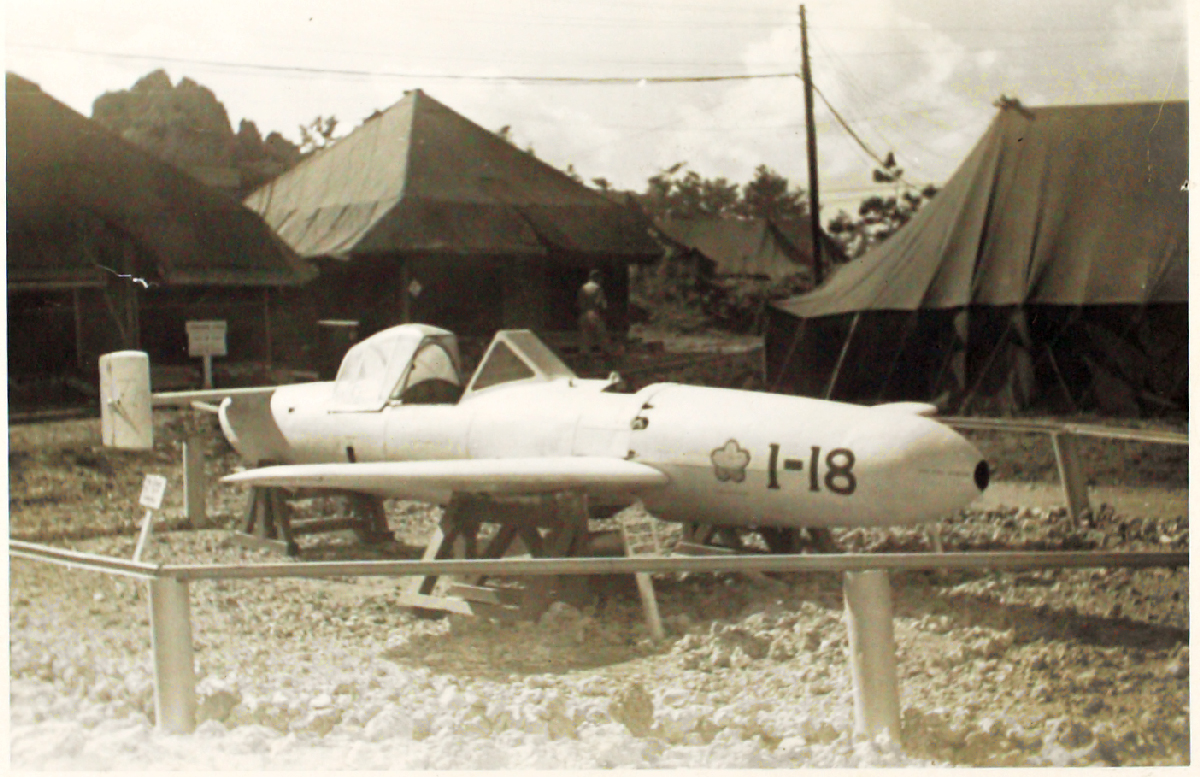
人間ロケット爆弾「桜花」

1944年（昭和19年）6月前後、大田正一少尉が航空技術廠長和田操中将に特攻兵器桜花を提案した。三木によれば、和田はもう決めた様子で、大田は「自分が乗っていく」と言うため、研究に協力したという。もっとも、戦中のインタビューで三木は「ドイツのV一号に呼応してわがロケット兵器の研究もまた全力をあげて行われていた。しかしV一号の目標は地上の間であるが、わが目標は空母、戦艦、輸送船の海上の点である。目標に対して一発必中の成果を上げるためにはV一号のごとく無人機では到底不可能である。どうしても人力を借りねばならない。だが、人の力を借りれば必中と同時に必死である。ここに悩みがあった。この悩みを解決したのが大田正一中尉(当時少尉)である。『 V一号に人間が乗ってゆくことだ。まず自分が乗ってゆく』と、烈々の至情を吐露して肉弾ロケット機『神雷』（桜花）を各方面に説き回った。」と語っている（必死であることに悩みがあったなら、悩みの解決は必死の有人化ではないという矛盾もある）。
三木は山名正夫技術中佐とともに研究の協力を開始。三木や山名は東大に講師としても出入りしていた。空技廠は、風洞実験装置があり、民間飛行工場の指導も行い、出入りのある愛知航空機にも桜花研究の協力を要請している。
1944年（昭和19年）8月16日、軍上層部も桜花の研究を認めて、研究試作を下命、航空技術廠に任務を課した。三木は主担当者となった。設計には、山名正夫技術中佐、服部六郎技術少佐等も参加した。
1945年5月28日桜花の初戦果を発表した新聞で生みの親として三木忠直技術少佐は「自分が設計したあのロケット機でこれら勇士たちが神去りませしとは」と感激一入、「必死ではなく決死必中の兵器を心に誓った。大田少尉が案を持参したから設計、製作した。神雷（桜花）の成功は岡村司令はじめ関係者一致のたまもの」と語った。

### 新幹線

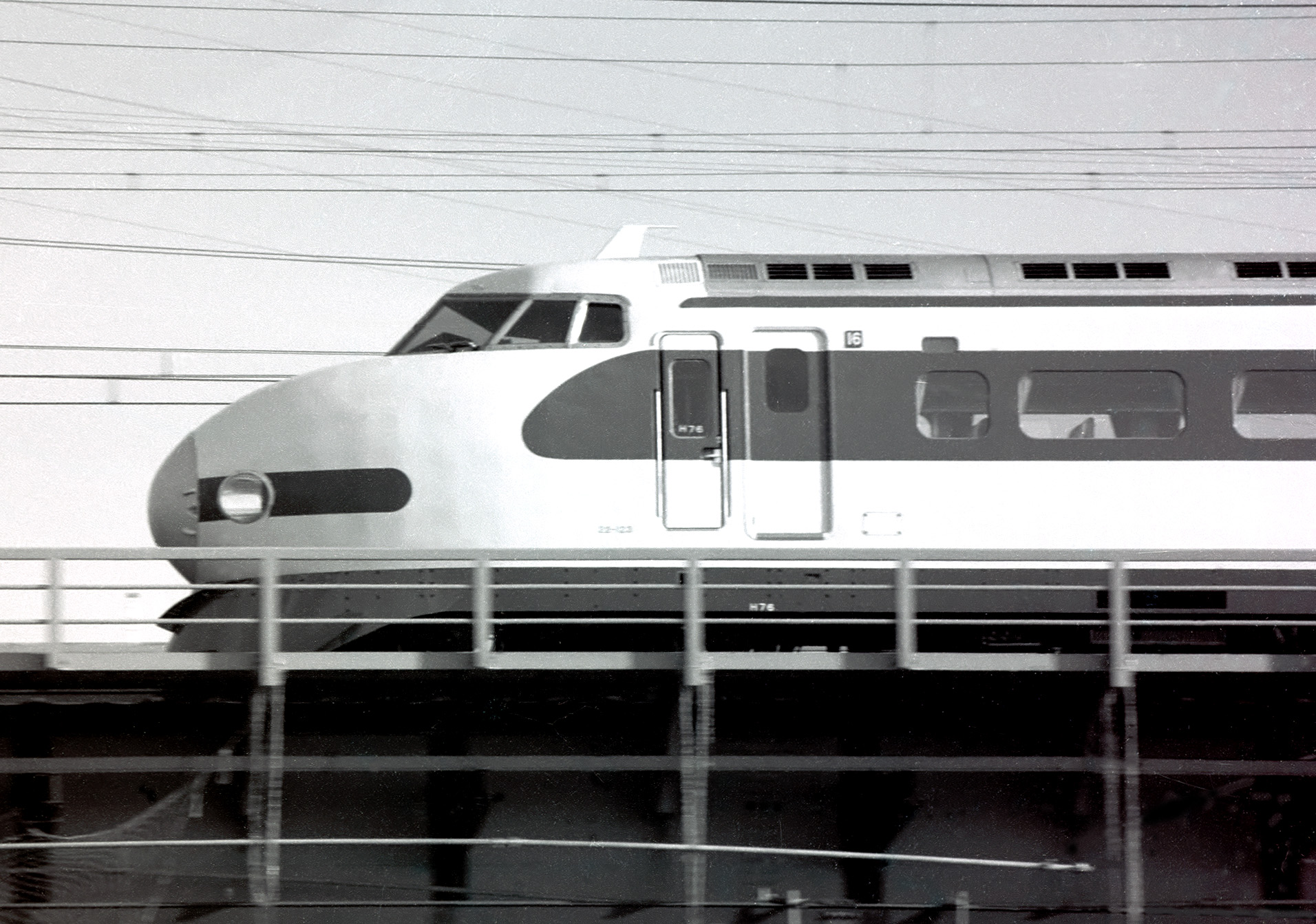
0系新幹線

1945年8月終戦。特攻機を設計して若者達を死に追いやった罪責の念から、すでにキリスト教徒であった母親と妻の勧めで渡辺善太の門を叩き、キリスト教信仰を求める。その1945年12月15日に日本基督教団中渋谷教会で洗礼を受ける。そして、キリスト教徒として日本基督教団鎌倉雪ノ下教会に所属した。
戦後は、亡くなった兵士たちを慰霊するためと考え、国鉄鉄道車両技術者に転身。初代の新幹線車両、新幹線0系電車の先端のデザインを設計したことで知られる他、小田急電鉄ロマンスカー3000形、懸垂式モノレールなどに携わる。
国鉄は、陸海軍で研究に従事していた有能な技術者たちが敗戦による陸海軍解体で散逸してしまうことを惜しんで、多数の技術者を鉄道技術研究所に積極的に受け入れていた。三木はインタビューで「とにかくもう、戦争はこりごりだった。だけど、自動車関係にいけば戦車になる。船舶関係にいけば軍艦になる。それでいろいろ考えて、平和利用しかできない鉄道の世界に入ることにしたんですよ」と答えている。軍用鉄道は現在でも少数ながら見られるものの、1940年代から50年代の産業構造を鑑みると軍事への技術転用の可能性が一番低いのは鉄道であることから最良の選択であったと言える。
三木は、新幹線構想が初めて公表され新幹線建設実現の起点となった鉄道技術研究所創立50周年記念講演会「超特急列車、東京 - 大阪間3時間への可能性」（1957年5月30日）で講演を行った4人の技術者の一人として参加。この講演会は、篠原武司研究所長の提唱の元で開かれたもので、三木は車両構造研究室長として「車両について」と題した講演を行った。残る3人の講演者は、軌道研究室長 星野陽一（「線路について」）、車両運動研究室長 松平精（「乗り心地と安全について」）、信号研究室長河邊一（「信号保安について」）である。

### 懸垂式モノレール
鉄道技術研究所では新幹線の研究と並行して、懸垂式モノレールの研究も行っていた。現在実用化されている懸垂式モノレールは時速数十km/hで走行するものであるが、当時の三木は新幹線と同様の、200km/h以上の高速移動手段として研究していた。1951年、試作車がとしまえんに「空飛ぶ電車」として採用されている。
フランスのサフェージュ社が1957年に「サフェージュ式モノレール」を開発すると、これの導入を国鉄上層部に働きかける。サフェージュ社のシャーデンソン氏を招待した説明会が1960年に実現し、政財界から大きな関心が寄せられた。サフェージュ式モノレールは、国鉄ではなく、民間出資の企業で導入を目指すことになり、1961年に日本エアウェイ開発が設立される。三木も1962年に鉄道技術研究所から日本エアウェイ開発に移籍した。
1964年に開業した名古屋市交通局協力会東山公園モノレールでは、予算と開発期間の都合上、サフェージュ社の車両をコピーしたものしか製作できなかったが、1970年開業の湘南モノレール江の島線の300形電車は、三木が技術監修したものである。湘南モノレール開業に先立つ1969年11月、デュッセルドルフで開催された「Aluminium Car for Rapid Transit」というシンポジウムで、「Present Status of the Monorail in Japan」という講演を行う。富士山を背景に湘南モノレールが試運転される映像がスクリーンに映し出されると、会場から大きな拍手が湧いたという。1988年開業の千葉都市モノレールの車両開発にも、技術顧問として関わった。

## 著書
- 三木忠直・細川八郎『神雷特別攻撃隊』山王書房 1968年

## 家族
- 二女  - 棚沢直子 - フランス文学者。東洋大学名誉教授。[15]